# فلاديمير كابليتشني
فلاديمير كابليتشني، من مواليد 27 سبتمبر 1940، وتوفي في 19 ابريل 2004، لاعب كرة قدم سوفيتي سابق، ومدرب كرة قدم سوفيتي سابق.
لعب مع منتخب الاتحاد السوفيتي لكرة القدم.

## روابط خارجية
- فلاديمير كابليتشني على موقع الاتحاد الدولي (مؤرشف)  (الإنجليزية)
- فلاديمير كابليتشني على موقع قاعدة بيانات كرة القدم.إي يو (الإنجليزية)
- فلاديمير كابليتشني على موقع ناشيونال فوتبول تيمز (الإنجليزية)
- فلاديمير كابليتشني على موقع أوليمبيديا (الإنجليزية)